# ليغو نينجاغو: ظل رونين
ليغو نينجاغو: ظل رونين (بالإنجليزية: Lego Ninjago: Shadow of Ronin)‏ هي لعبة أكشن-مغامرات تعمل على منصات نينتندو 3دي إس، بلاي ستيشن فيتا، آي أو إس وأندرويد. تم إطلاق اللعبة يوم 27 مارس عام 2015.

## كيفية اللعب
يتحكم الاعب في كاي جاي لويد وزين إضافة إلى وو نيا ودريث بإمكان النينجا بناء مبان كما يمكنهم استخدام زوابع الاسبنجتسو للقضاء غلى الأعداء ويمكنهم أيضا استخدام تنانينهم للذهاب إلى أماكن بعيدة وايضا على النينجا حل الغاز لمرور المراحل وتحقيق هدفهم تعتبر اللعبة أفضل العاب نينجا غو
بعد أن ذهب غارمدون إلى الممملكة المنبوذة دهب لويد لتمرن تاركا النينجا الأربعة بمفردهم في هذا الوقت يضهر شخص غريب اسمه رونين ويقوم بسرقة ذاكرات النينجا ليتمكم من إيجاد رسالة تعيد له السيد تشن يحاول النينجا ايقافه ويطلبون مساعدة لويد في ذلك يحاول النينجا ايقاف رونين ولكنه لم يخسر وفي النهاية يواجه النينجا رونين مواجهة حاسمة وينتصرون عليه

## روابط خارجية
- ليغو نينجاغو: ظل رونين على موقع IMDb (الإنجليزية)